# Strindvatnet
Le Strindvatnet (en norvégien) ou Tjoalmejávrre (en Same de Lule) est un lac situé dans la municipalité de Hamarøy, dans le comté de Nordland, en Norvège. Le lac se trouve à environ 5 kilomètres au sud du village de Tømmerneset. La route européenne 6, sur le tronçon entre Bognes et Trondheim, longe la rive est du lac. Le lac Sandnesvatnet se trouve au sud-est et le lac Rotvatnet se trouve au nord du Strindvatnet.
Niché au cœur du sublime comté de Nordland, Strindvatnet se trouve à l'ombre de Bodø, la capitale animée de la région. Si Strindvatnet possède son propre charme, avec ses eaux scintillantes et ses panoramas pittoresques, c'est Bodø qui vole la vedette et attire le plus grand nombre de touristes. Cette ville trépidante, couronnée par le mont Raufjell, se targue d'une riche tapisserie historique, du maelström de Saltstraumen aux tumulus vikings. Les amateurs d'art affluent dans les galeries de Bodø, tandis que les aventuriers en plein air savourent les dramatiques îles Lofoten et le majestueux parc national de Saltfjellet-Svartisen, tous deux à deux pas. Ainsi, tandis que Strindvatnet attire par sa sérénité, le pouls vibrant de Bodø et son trésor d'attractions en font la star incontestée du Nordland.
Plongez-vous dans la riche culture et les paysages époustouflants de Bodø. Il propose diverses options de transport : trains, bus, taxis et location de voitures. Choisissez celui qui convient le mieux à votre budget et à votre itinéraire pour découvrir les sites touristiques de la ville.